# محمد صادق المشاط
الدكتور محمد صادق المشاط هو أكاديمي عراقي ولد في بغداد سنة 1930 وتوفي في فانكوفر بكندا في 19 أيلول 2015.
حصل على شهادة البكالوريوس في القانون من كلية الحقوق في جامعة بغداد، وبكالوريوس وماجستير في علم الإجرام من جامعة كاليفورنيا ثم شهادة الدكتوراه في علم الاجتماع من جامعة ماريلاند في الولايات المتحدة الأمريكية.
كما عمل في مناصب مختلفة منها وكيل في وزارة العمل والشؤون الاجتماعية.
شغل منصب رئيس جامعة الموصل للفترة 24 تشرين الثاني 1970 حتى 30 كانون الثاني 1977، ثم شغل منصب وزير التعليم العالي والبحث العلمي للفترة من 23 كانون الثاني 1977 حتى 13 شباط 1978. أقاله احمد حسن البكر فجأة وأمر بعودته أستاذا في جامعة بغداد، فرفض المشاط القرار رفضا قاطعا وبقي معتصما في بيته حتى صدر أمر تعيينه سفيرا.
عمل سفيرا للعراق في باريس وفيينا ولندن وآخرها في واشنطن، حيث استدعته الحكومة العراقية للقدوم إلى بغداد للتشاور يوم 15 كانون الثاني 1991، أي قبل حرب الكويت بيومين لكنه امتنع وقدم طلبا لإحالته للتقاعد وطلب اللجوء إلى كندا.
يتهم بأنه ادعى مرض زوجته وأنها بحاجة لنفقات لغطية عمليتها في فيينا وكان ادعاؤه كاذبا وأن القوائم التي قدمها عن نفقات إجراء عملية جراحية لزوجته ولفترة النقاهة والعلاج تبين أنها مزورة وأن زوجته لم تجرى لها أية عملية، ثم اختفى في نيسان 1991 ثم سافر واستقر في فانكوفر بكندا.
زوجته هي ابنه الدكتور عبد الوهاب حديد العميد الأسبق لكلية الطب في جامعة الموصل.
يذكر أن بعض أفراد عائلته تعرضوا للتهجير إلى إيران سنة 1979 لكونهم من التبعية الإيرانية، وقد كان هو سفيرا في النمسا.

## مؤلفاته
- كنت سفيرا للعراق في واشنطن

## روابط خارجية
- قراءة في مذكرات الدكتور محمد المشاط،  عبد الخالق حسين